# Lycium gariepense
Lycium gariepense ist eine Pflanzenart aus der Gattung der Bocksdorne (Lycium) in der Familie der Nachtschattengewächse (Solanaceae).

## Beschreibung
Lycium garipense ist ein 0,6 bis 1,2 m hoher, extrem stacheliger, diözischer Strauch. Die Laubblätter sind sukkulent, unbehaart und 10 bis 15 mm lang, sowie 2 bis 3 mm breit.
Die Blüten sind fünfzählig. Der Kelch ist röhrenförmig, die Kelchröhre ist 2,5 bis 3,5 mm lang. Die Kelchlappen sind 0,5 bis 0,8 mm lang. Die Krone ist halbkugelförmig und spreizend, sie ist cremeweiß gefärbt und besitzt purpurne Adern und blass lila Kronlappen. Die Kronröhre erreicht eine Länge von 7 bis 9 mm, die Kronlappen werden 2 bis 3 mm lang. Die Staubfäden sind an der Basis unbehaart oder oberhalb des Ansatzpunktes leicht filzig behaart.
Die Frucht ist eine rote, eiförmige Beere, die eine Länge von 5 bis 6 mm und eine Breite von 3 mm erreicht.

## Vorkommen
Die Art ist auf dem Afrikanischen Kontinent verbreitet und kommt im südlichen Namibia vor.

## Systematik
Molekularbiologische Untersuchungen ordnen die Art in eine Klade mit verschiedenen in Afrika beheimateten Arten sowie der einzigen australischen Art ein. Eine von der Untersuchung stark unterstützte Klade besteht neben Lycium gariepense aus dieser australischen Art Lycium australe und der in Südafrika vorkommenden Art Lycium tenue.

## Belege
- J.S. Miller und R.A. Levin: Lycium gariepense. In: Project Lycieae
- Rachel A. Levin et al.: Evolutionary Relationships in Tribe Lycieae (Solanaceae). In: D.M. Spooner, L. Bohs, J. Giovannoni, R.G. Olmstead und D. Shibata (Hrsg.): Solanaceae VI: Genomics meets biodiversity. Proceedings of the Sixth International Solanaceae Conference, ISHS Acta Horticulturae 745, Juni 2007. S. 225–239. ISBN 978-9066054271.